# アラストル

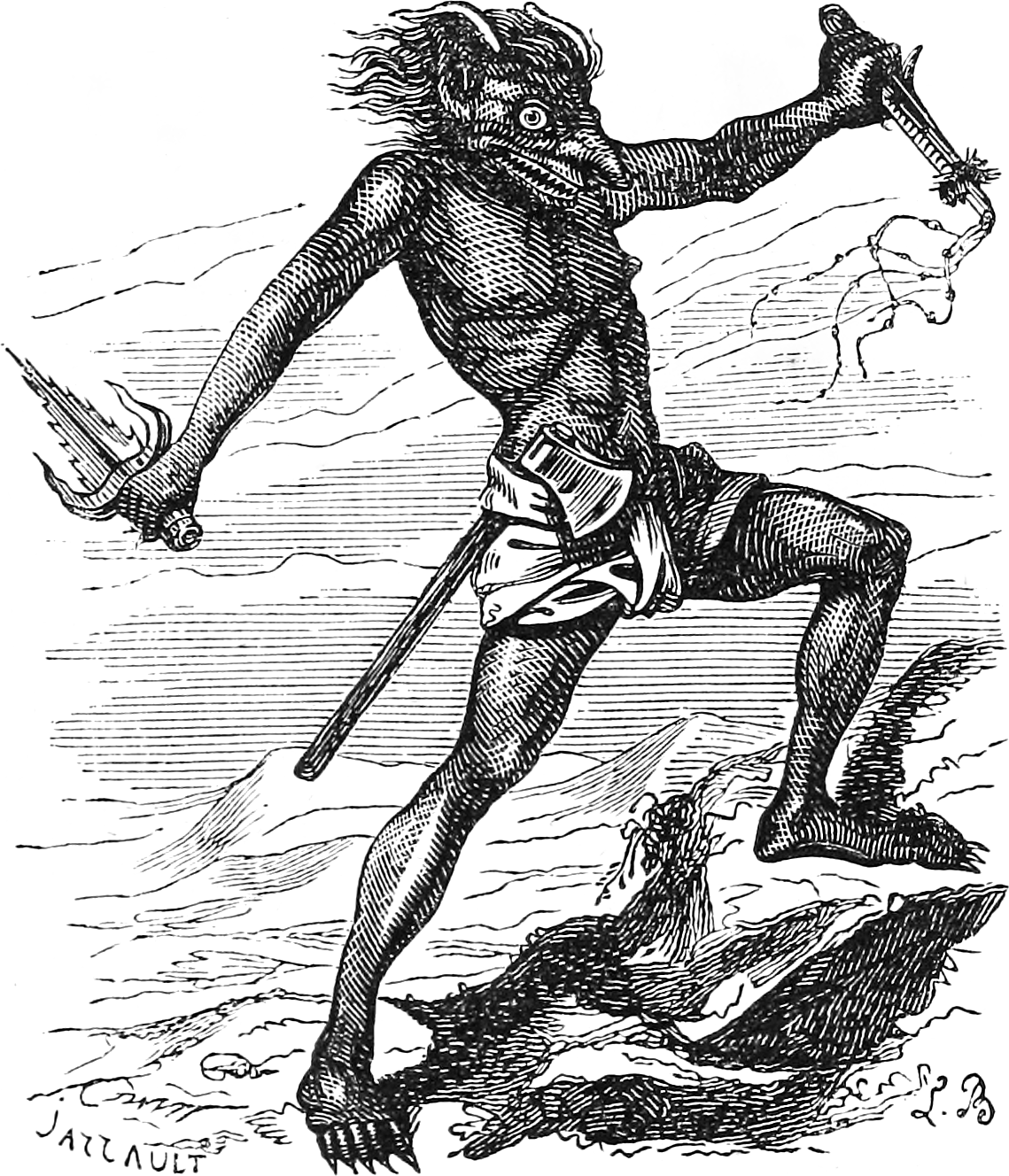
『地獄の辞典』の挿絵に描かれたアラストル

アラストル (Alastor) は、地獄の刑執行長官を務める過酷な魔神で、アラストールとも呼ばれる。ゾロアスター教ではブーロー（死刑執行人）と呼ばれていた。ギリシア語で復讐者、復讐するという意味である。
ギリシア神話ではゼウスの異名とされる。

## フィクションへの影響
- 日本のライトノベル・アニメ『灼眼のシャナ』に、その主人公である『炎髪灼眼の討ち手』シャナと契約している“紅世の王”にして、“紅世”の世界法則を体現する超常的存在である『神』の一柱である『天罰神』“天壌の劫火”アラストールが登場する。
- 同様の日本のライトノベル・アニメ『フルメタル・パニック!』にて登場する機動兵器アーム・スレイブの中に、テロ組織アマルガムが所有する世界最小の人間大のASアラストルがある。
- カプコンの『デビルメイクライ』の主人公・ダンテが使用する武器に登場。
- カプコンの『ビューティフル ジョー』の各作品ではボスキャラクターとして登場する。
- FPS、『Painkiller』シリーズではボスキャラクターとして登場している。
- 『ハリー・ポッターシリーズ』ではアラスター・ムーディの名前の由来になっている。
- メギド72では仲間のキャラクターとして登場している。